# Евангелие от Филиппа
«Евангелие от Филиппа» — одно из гностических апокрифических евангелий, названное по имени апостола Филиппа. Датируется III веком. Было найдено археологами в 1945 году в Египте.

## Содержание
Текст является собранием высказываний (логий), приписываемых Иисусу. Основной темой являются таинства, в первую очередь таинство брака.
Среди смеси афоризмов, притч, полемических и повествовательных диалогов, толкований Библии (по большей части, Книги Бытия), и догматических утверждений, Уэсли Айзенберг, редактор и переводчик текста, нашёл семнадцать высказываний (логий), приписываемых Иисусу Христу. Девять из них являются цитатами и интерпретацией высказываний Иисуса, содержащихся в четырёх канонических Евангелиях, входящих в состав Нового Завета.

## Обнаружение
Единственная известная к нынешнему времени рукопись Евангелия от Филиппа была найдена в Библиотеке Наг-Хаммади — тайнике документов, который был спрятан в кувшине, закопанном в египетской пустыне в конце IV века, когда гностические и языческие писания предавались сожжению официальной церковью. Название «Евангелие от Филиппа» — последние слова рукописи, однако ряд исследователей склоняется к тому, что название является позднейшим добавлением, и изначально текст был анонимным. Выбор названия, видимо, связан с тем, что Филипп — единственный из учеников Христа, упомянутый в тексте.

## Цитаты
- Вера получает, любовь даёт.
- Бог — пожиратель людей. Поэтому ему (принесён в жертву) человек.
- Этот мир — пожиратель трупов.
- Тайны истины открыты в символах и образах.
- Мир стал эоном, ибо эон для него — Плерома.
- Свет и тьма, жизнь и смерть, правое и левое — братья друг другу. Их нельзя отделить друг от друга. Поэтому и хорошие — не хороши, и плохие — не плохи, и жизнь — не жизнь, и смерть — не смерть.